# Vernon, Florida
Vernon är en ort i Washington County i delstaten Florida, USA.